# Guerras franco-visigóticas
Las Guerras Franco-Visigodas fueron una serie de conflictos entre francos y visigodos, que también involucraron a burgundios, ostrogodos y la población galorromana.
El enfrentamiento más significativo fue la en la denominada segunda guerra Franco-Visigoda. Esta guerra enfrentó al rey franco Clodoveo contra el rey visigodo Alarico. Tras la muerte de Alarico en 507 prosiguieron la lucha su esposa Teodigota y el hijo ilegíticmo de Alarico, Gesaleico. A pesar de no ser reconocido por el pueblo visigodo, Gesaleico logró expulsar del reino a Teodigota y su hijo Amalarico. En 508, Teodorico el Grande, rey de los ostrogodos, acudió en ayuda de los visigodos en nombre del joven rey Amalarico, pero no tuvo éxito. La victoria en Clodoveo resultó en la anexión franca de la mayor parte del sur de Francia.

## Contexto
En 486, Clodoveo derrotó decisivamente a los galo-romanos en Soissons, lo que obligó a su comandante el patricio galorromano Siagrio a huir a la corte de Alarico II.En 487, mientras Clodoveo saqueaba las tierras y asediaba las últimas ciudades que resistían (como Verdún y París), envió un ultimátum al rey de los visigodos: entregar a Siagrio o arriesgarse a la guerra. En consecuencia, en lugar de ayudar al exiliado, Alarico, reacio a luchar contra los francos, entregó a Siagrio, a quien Clodoveo ejecutó inmediatamente.

## Primera guerra franco-visigoda (492-496)

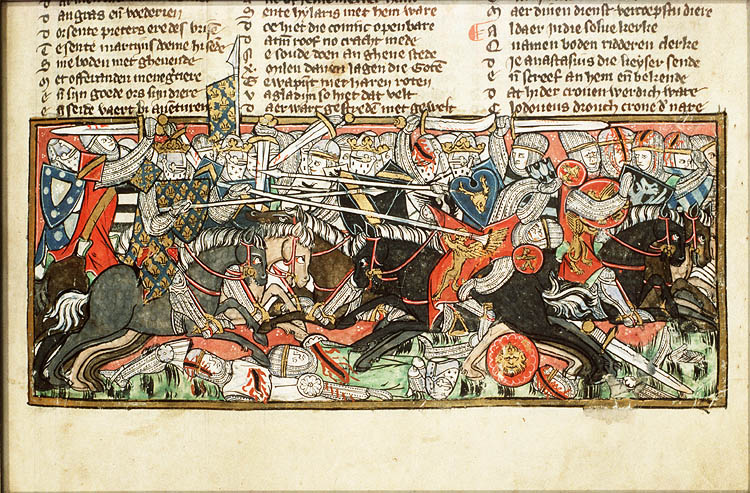
Batalla entre Clodoveo y los visigodos, Biblioteca Real de los Países Bajos (1325-1335).

### Ofensiva franca
En 491, Clodoveo había estabilizado los territorios bajo su dominio y se aprestó a invadir el reino visigodo.Inmediatamente sitió Nantes, la ciudad más septentrional bajo el dominio visigodo, que resistió durante sesenta días. Durante esta fase, Alarico se negó a enfrentarse a Clodoveo, permitiéndole así asediar Poitiers, Saintes y Burdeos . A su regreso de Burdeos, Clodoveo se apoderó de Tours.La inacción de Alarico se debería a una debilidad de unas fuerzas militares mermadas debido al trasvase de población visigoda de la Galia a Hispania y el escaso apoyo, cuando no  hostilidad, de la población galorromana sometida a ellos.

### Contraofensiva visigoda
En 496, a pesar de ganar la batalla de Tolbiac contra los alamanes, los francos sufrieron grandes pérdidas. Alarico aprovechó esta oportunidad y rápidamente recuperó las ciudades perdidas a excepción de Nantes que permaneció bajo control franco.

## Guerra civil burgundia (500-501)

### Intervención franca
Godegisilo, hermano del rey burgundio Gundebaldo, propuso a su cuñado Clodoveo derrocar a Gundebaldo a cambio de un tributo anual y cesiones territoriales. En el año 500, los francos invadieron el reino. Gundebaldo pidió ayuda a su hermano y juntos marcharon contra los invasores. Los tres ejércitos se encontraron cerca de Dijon y, cuando comenzó la batalla, Godegisilo cambió de bando y luchó contra su hermano junto a los francos. Derrotado, Gundebaldo huyó a la ciudad de Aviñón, mientras que su hermano Godegisilo se retiró a Vienne y asumió la realeza del reino. Clodoveo no quedó satisfecho y  marchó para sitiar Aviñón. Sin embargo, Gundebaldo le pagó un tributo disuadiéndole de la toma de la ciudad.

### Intervención visigoda
En 501, Gundebaldo se negó a pagar su tributo anual a los francos y se alió con los visigodos. Con la ayuda de éstos tomó Vienne y ejecutó a su hermano Godegisilo, que había usurpado el trono.Como recompensa a su cooperación, Gundebaldo entregó sus prisioneros francos a Alarico y le ofreció Aviñón. Justo después tuvo lugar un encuentro entre Alarico y Clodoveo en Ambiacum, donde Alarico acordó liberar a los cautivos, mientras que Clodoveo devolvió todo el territorio visigodo que aún poseía.

## Segunda Guerra Franco-Visigoda (507-508)

### Campaña de Aquitania

Avances francos y ostrogodos en Aquitania entre 507 y 509.

Con la aprobación de los prohombres del reino, Clodoveo emprendió la invasión de Aquitania en el año 507. Según Joël Schmidt, Clodoveo veía esta campaña como un "liberación de Aquitania" y no como una conquista, incluso prohibió a sus huestes saquear el territorio.
Durante su marcha hacia Poitiers, Clodoveo fue sorprendido por el ejército visigodo de Alarico. El enfrentamiento resultante fue la Batalla de Vouillé. Aunque desconocemos gran parte de los hechos, se sabe que el núcleo del ejército visigodo fue destruido y que Alarico pereció en la batalla (supuestamente a manos del propio Clodoveo).La confrontación culminó con una victoria decisiva del ejército franco. Tras su victoria en Vouillé, Clodoveo dividió su ejército, una parte del mismo avanzaba para ocupar toda la Aquitania y envió a su hijo mayor al este, a  Auvernia. Mientras, más al sur y al este, los burgundios atacaban las ciudades visigodas de la Narbonense y se abrían paso por el valle del Ródano.

### Campaña occidental
Clodoveo pudo retomar Burdeos antes de finales del 507 e invernar allí.Al año siguiente tomó Toulouse donde se apoderó del tesoro de los visigodos. Los francos completaron así la conquista de Aquitania.
La corte visigoda se había trasladado a Narbona y Clodoveo aspiraba a ocuparla también. Sin embargo, la ciudad estaba protegida por un terreno montañoso, por lo que se vio obligado a asediar Carcasona, situada entre Toulouse y Narbona. El asedio fracasó debido a la resistencia de los visigodos y al auxilio de los ostrogodos que lograron expulsar a los francos.Clodoveo, derrotado, se retiró y tomó Angulema.Para anular las posibilidades de que los ostrogodos reconquistaran las ciudades perdidas, Clodoveo instaló grandes guarniciones en las ciudades recientemente conquistadas.
Finalmente, Narbona fue tomada por los francos y sus aliados burgundios. Gesaleico, hijo ilegítimo de Alarico II fue aclamado rey por los supervivientes de la batalla de Vouillé, con fuerzas muy mermadas tras la derrota de su padre, presionado por francos y burgundios y sin el apoyo decidido de los ostrogodos en la primera mitad del 508, se retiró a Barcelona no sin sufrir graves pérdidas. De esta manera los visigodos fueron expulsados hacia la Península ibérica.

### Campaña del este
Clodoveo envió a su hijo Teodorico a liderar una ofensiva independiente. El príncipe franco avanzó desde Clermont hasta Rodez, llegando a Albi. Conquistó Rouergue, Albi, Auvernia y todo el país hasta la frontera con los burgundios.Mientras tanto, Gundebaldo, con la ayuda de los francos, asedió Arlés. Sin embargo, la intervención de los ostrogodos frustraron el asedio y obligaron a los burgundios a retirarse.

## Dimensión cultural y religiosa del conflicto
Los francos se beneficiaron de su conversión al catolicismo, que les granjeó el apoyo de muchos galorromanos y de la Iglesia. Por el contrario, los visigodos, que eran arrianos, sufrieron la hostilidad de sus súbditos católicos y de los obispos, a pesar de la iniciativa de Alarico para atraerse la simpatía de los galorromanos en medidas como la publicación del Breviario de Alarico, una compilación de leyes romanas de derecho privado, y la celebración del Concilio de Agda, el primer concilio niceno en el reino visigodo.

## Consecuencias

### Reino franco
Al regresar a Tours, Clodoveo recibió el título de cónsul y el reconocimiento oficial del Imperio Romano de Oriente y del emperador Anastasio para gobernar la Galia. Regresó a París y fijó en ella su capital.
En 509, tras la muerte de Cloderico, rey de los francos ripuarios, Clodoveo fue elegido rey en Colonia y se convirtió en el rey de todos los francos.Clodoveo organizó un concilio en Orleans el 10 de julio de 511 para organizar la recién conquistada Aquitania e instaurar relaciones entre el rey de los francos y la Iglesia.Se inspiró, en parte, en el anterior concilio de Agda convocado por Alarico en 506.

### Reino visigodo
Fue el final del reino visigodo de Tolosa. De todo este territorio sólo retuvieron la Septimania y sus aliados ostrogodos ocuparon la Provenza que mantuvieron hasta el 536. En la península ibérica, el general ostrogodo Ibba penetró en España en el año 510 y expulsó de Barcelona, nueva capital visigoda, al usurpador Gesaleico, hijo bastardo de Alarico, que se refugió en África para pedir ayuda al rey vándalo Trasamundo. Posteriormente, Gesaleico regresa a Hispania en 511, vuelve a ser derrotado cerca de Barcelona y puesto en fuga. Finalmente es capturado y ejecutado junto al río Durance en la Galia por las tropas ostrogodas en el 511.El joven Amalarico, hijo legítimo de Alarico, se convierte en rey los visigodos bajo la tutela de su abuelo Teodorico el Grande. Los ostrogodos influirán así en el gobierno del reino visigodo hasta la muerte de Teodorico en el 526.